# Anomaloglossus
Anomaloglossus é um gênero de anfíbios da família Aromobatidae.
As seguintes espécies são reconhecidas:
- Anomaloglossus apiau Fouquet, Souza, Nunes, Kok, Curcio, Carvalho, Grant, and Rodrigues, 2015
- Anomaloglossus ayarzaguenai (La Marca, 1997)
- Anomaloglossus baeobatrachus (Boistel and Massary, 1999)
- Anomaloglossus beebei (Noble, 1923)
- Anomaloglossus blanci Fouquet, Vacher, Courtois, Villette, Reizine, Gaucher, Jairam, Ouboter, and Kok, 2018
- Anomaloglossus breweri (Barrio-Amorós, 2006)
- Anomaloglossus degranvillei (Lescure, 1975)
- Anomaloglossus dewynteri Fouquet, Vacher, Courtois, Villette, Reizine, Gaucher, Jairam, Ouboter, and Kok, 2018
- Anomaloglossus guanayensis (La Marca, 1997)
- Anomaloglossus kaiei (Kok, Sambhu, Roopsind, Lenglet, and Bourne, 2006)
- Anomaloglossus leopardus Ouboter and Jairam, 2012
- Anomaloglossus meansi Kok, Nicolaï, Lathrop & MacCulloch, 2018[3]
- Anomaloglossus megacephalus Kok, MacCulloch, Lathrop, Willaert, and Bossuyt, 2010
- Anomaloglossus mitaraka Fouquet, Vacher, Courtois, Deschamps, Ouboter, Jairam, Gaucher, Dubois, and Kok, 2019
- Anomaloglossus moffetti Barrio-Amorós and Brewer-Carias, 2008
- Anomaloglossus murisipanensis (La Marca, 1997)
- Anomaloglossus parimae (La Marca, 1997)
- Anomaloglossus parkerae (Meinhardt and Parmalee, 1996)
- Anomaloglossus praderioi (La Marca, 1997)
- Anomaloglossus roraima (La Marca, 1997)
- Anomaloglossus rufulus (Gorzula, 1990)
- Anomaloglossus shrevei (Rivero, 1961)
- Anomaloglossus stepheni (Martins, 1989)
- Anomaloglossus surinamensis Ouboter and Jairam, 2012
- Anomaloglossus tamacuarensis (Myers and Donnelly, 1997)
- Anomaloglossus tepequem Fouquet, Souza, Nunes, Kok, Curcio, Carvalho, Grant, and Rodrigues, 2015
- Anomaloglossus tepuyensis (La Marca, 1997)
- Anomaloglossus triunfo (Barrio-Amorós, Fuentes-Ramos, and Rivas-Fuenmayor, 2004)
- Anomaloglossus verbeeksnyderorum Barrio-Amorós, Santos, and Jovanovic, 2010
- Anomaloglossus wothuja (Barrio-Amorós, Fuentes-Ramos, and Rivas-Fuenmayor, 2004)